# یوری موسیسیان (اقتصاددان)
یوری تادئسی موسیسیان (ارمنی: Յուրի Թադևոսի Մովսիսյան؛ زادهٔ ۱۴ ژوئیهٔ ۱۹۲۹ - درگذشته ۳ ژوئن ۱۹۹۴) یک اقتصاددان، سیاستمدار اهل ارمنستان بود که از تاریخ ۱۹۹۰ تا تاریخ ۱۹۹۵ سمت نمایندگی دوره اول شورای عالی جمهوری ارمنستان را برعهده داشت.

## زندگی‌نامه
در ۱۴ ژوئیهٔ ۱۹۲۹ در استپاناکرت به دنیا آمد و از آکادمی دولتی نفت آذربایجان (۱۹۵۵) فارغ‌التحصیل شد. دانشگاه دولتی اقتصاد ارمنستان و دانشگاه دولتی ایروان  وی در ۳ ژوئن ۱۹۹۴ در سن ۶۴ سالگی در ایروان درگذشت.

## یادداشت
1. ↑  տնտեսագիտության դոկտոր